# Lactobacillales
Lactobacillales es un orden de bacterias Gram-positivas, dentro de Bacilli. Géneros representativos son Enterococcus, Streptococcus, 
Lactococcus, Leuconostoc y Lactobacillus.
Producen ácido láctico como el mayor metabolito de la fermentación del azúcar. Son usados en la producción de productos lácteos fermentados, como yogur, queso, mantequilla, crema de leche, kéfir y koumiss. 
Las LAB son también responsables de la fermentación maloláctica en la producción de vino, y en la fermentación del repollo a sauerkraut.

## Bacterias generadoras de ácido láctico
- Carnobacterium
- Enterococcus
- Lactobacillus
- Lactococcus
- Leuconostoc
- Oenococcus
- Pediococcus
- Streptococcus

## Filogenia
El análisis filogenético de ARNr 16S muestra que varias familias son parafiléticas, las cuales están indicadas entre comillas:
|  | "Enterococcaceae" |
|  |                   |
|  | Streptococcaceae  |
|  |                   |

|  | "Lactobacillaceae" |
|  |                    |
|  | Leuconostocaceae   |
|  |                    |

|  | "Enterococcaceae" |
|  |                   |
|  | Streptococcaceae  |
|  |                   |

|  | "Lactobacillaceae" |
|  |                    |
|  | Leuconostocaceae   |
|  |                    |

|  | "Enterococcaceae" |
|  |                   |
|  | Streptococcaceae  |
|  |                   |

|  | "Lactobacillaceae" |
|  |                    |
|  | Leuconostocaceae   |
|  |                    |

|  | "Enterococcaceae" |
|  |                   |
|  | Streptococcaceae  |
|  |                   |

|  | "Lactobacillaceae" |
|  |                    |
|  | Leuconostocaceae   |
|  |                    |

|  | "Enterococcaceae" |
|  |                   |
|  | Streptococcaceae  |
|  |                   |

|  | "Lactobacillaceae" |
|  |                    |
|  | Leuconostocaceae   |
|  |                    |

|  | "Enterococcaceae" |
|  |                   |
|  | Streptococcaceae  |
|  |                   |

|  | "Lactobacillaceae" |
|  |                    |
|  | Leuconostocaceae   |
|  |                    |

|  | "Enterococcaceae" |
|  |                   |
|  | Streptococcaceae  |
|  |                   |

|  | "Lactobacillaceae" |
|  |                    |
|  | Leuconostocaceae   |
|  |                    |

|  | "Enterococcaceae" |
|  |                   |
|  | Streptococcaceae  |
|  |                   |

|  | "Lactobacillaceae" |
|  |                    |
|  | Leuconostocaceae   |
|  |                    |